# Ctenognophos obtectaria
Ctenognophos obtectaria là một loài bướm đêm trong họ Geometridae.